# Kurzia pauciflora
Kurzia pauciflora là một loài rêu tản trong họ Lepidoziaceae. Loài này được (Dicks.) Grolle miêu tả khoa học lần đầu tiên năm 1963.